# 野田亜友弓
野田 亜友弓（のだ あゆみ、1983年 - ）は、日本の実業家。株式会社アイプレス代表取締役。

## 来歴
愛知県一宮市出身。2001年に静岡県立藤枝東高等学校を卒業し、名古屋大学経済学部へ進学する。
元々は公認会計士志望であったが、大学3年時に既に就職内定していた会計事務所でウェブサイト制作のアルバイトを始めたことをきっかけに起業を志し、大学卒業直前の2005年3月18日に株式会社アイプレスを創業した。
企業各社のウェブサイト制作・更新・管理などを手掛ける一方で、2008年からは名古屋市内在住の20代女性層に特化したマーケティングリサーチビジネス「チームお嬢」も手掛けていた。また同年からは、名古屋の女性ブロガーたちが発信する口コミタウン情報の検索を主とするポータルサイト『ラブ名古屋』も運営していた。元々は名古屋のフリーマガジン『FUN'S』の発行元が運営していたポータルサイトで、これを譲り受けての事業を展開していた。
2011年、『ラブ名古屋』事業を名古屋市内にある別の会社へ譲渡した。

## 起業
働く女性をサポートする事業を積極的に展開し、起業を主眼とした講演を重ねる。